# Slag bij Monterey Pass
De slag bij Monterey Pass vond plaats op 4 juli en 5 juli 1863 bij Monterey Pass, Franklin County, Pennsylvania tijdens de Amerikaanse Burgeroorlog. De bagagetrein van het Zuidelijke Second Corps onder leiding van luitenant-generaal Richard S. Ewell trok zich na de Slag bij Gettysburg terug. Deze colonne werd aangevallen door de Noordelijke cavalerie onder leiding van brigadegeneraal H. Judson Kilpatrick. Een klein detachement van de Zuidelijke cavalerie kon de Noordelijke aanval maar tijdelijk stoppen. Kilpatricks soldaten namen 1.300 vijanden gevangen en veroverden of vernietigden enkelen honderden karren.

## Achtergrond
Na de nederlaag van het Zuidelijke Army of Northern Virginia in de Slag bij Gettysburg trok generaal Robert E. Lee zijn leger terug. Lee besefte dat deze veldtocht verloren was. Zijn mogelijkheden om het Zuidelijke leger van de nodige voorraden te voorzien door van het platteland van Pennsylvania te leven waren na de slag sterk verminderd. De Noordelijken konden snel versterkingen aanvoeren indien ze dit wensten, iets wat Lee niet kon doen. Brigadegeneraal William N. Pendleton vertelde aan Lee dat de munitie voor de zware artillerie zo goed als op was. Toch bleef het moreel van het leger hoog, en dit ondanks de zware verliezen van meer dan 20.000 soldaten en een aantal hogere officieren. Voor Lee zijn strijdkrachten zou terugtrekken, wilde hij eerst de bagagetreinen, voorraden en gewonden evacueren via South Mountain naar de Cumberlandvallei. Het merendeel van de karren en gewonden stuurde hij onder leiding van brigadegeneraal John D. Imboden via de Chambersburg Pike naar Chambersburg, Pennsylvania en Hagerstown, Maryland.
Terwijl Imboden in noordwestelijke richting marcheerde, stuurde Lee zijn drie korpsen in zuidwestelijke richting via Fairfield en Monterey Pass naar Hagerstown. Na het invallen van de duisternis op 4 juli vertrok het Third Corps onder leiding van luitenant-generall A.P. Hill over de Fairfield Road. Het First Corps van luitenant-generaal James Longstreet en het Second Corps van luitenant-generaal Richard S. Ewell volgden. Lee bevond zich bij Hill. Lee had nu enkele uren voorsprong op het Noordelijke Army of the Potomac.
Ewell had reeds zijn bagagetrein en vee vooruit gestuurd in de loop van de avond van 3 juli om eventuele logistieke problemen voor te zijn. Zijn bagagetrein werd in drie colonnes verdeeld. De eerste zou via de Cashtown Gap wegtrekken. De tweede colonne vertrok naar de Fairfield Gap en de derde colonne zou via Monterey Pass ontsnappen. Deze colonne volgde dezelfde route als die van generaal-majoor George Picketts divisie die de Noordelijke krijgsgevangenen begeleidde.

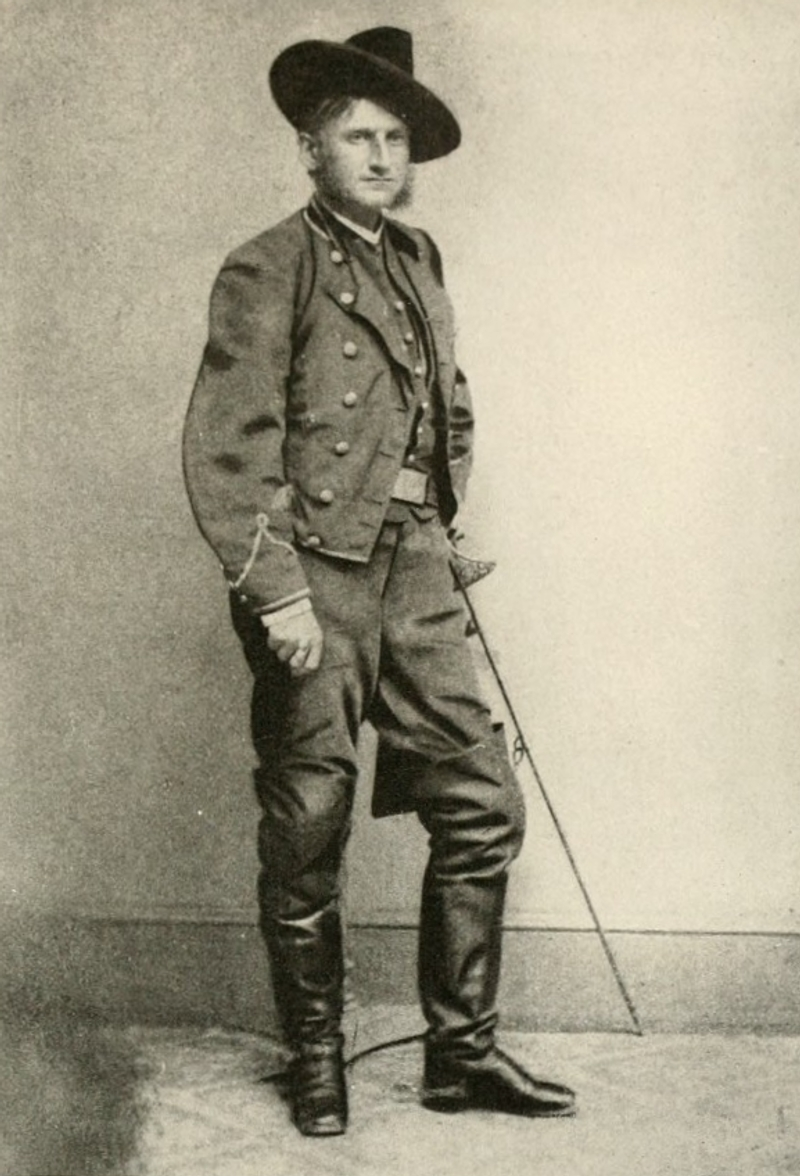
Brigadegeneraal Judson Kilpatrick

In de vroege ochtend van de 4de juli stuurde Meade zijn cavalerie eropuit om de vijandelijke achterhoede en communicatielijnen aan te vallen. Er werden acht cavaleriebrigades ingezet. De brigade van kolonel J. Irvin Gregg vertrok in de richting van Cashtown via Hunterstown en de Mummasburg Road. De andere brigades vertrokken in Zuidelijke richting. De divisie van brigadegeneraal Judson Kilpatrick werd versterkt door de brigade van kolonel Pennock Huey in Emmitsburg, Maryland. Ze kregen de opdracht om de vijandelijke bagagetreinen te zoeken en te vernietigen. Kilpatrick had informatie gekregen over de bagagetrein van Ewell en dacht dat dit de hoofdbagagetrein was van het Zuidelijke leger. Op 4 juli om 10.00u vertrok hij naar Fountain Dale en Monterey Pass om de vijand aan te vallen.

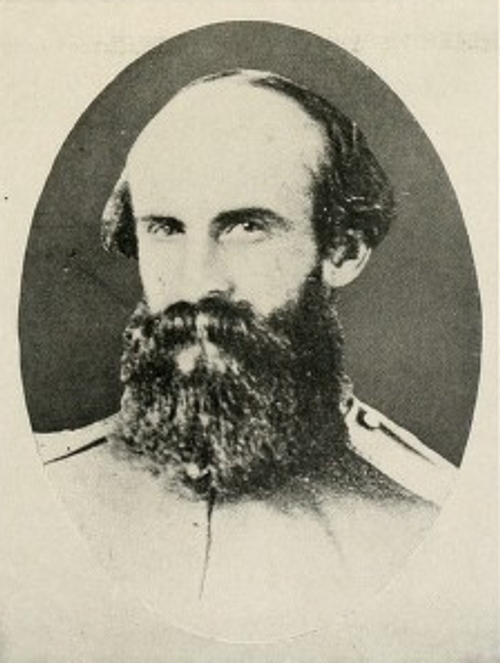
Brigadegeneraal William E. "Grumble" Jones

De Zuidelijke bevelhebber van de cavalerie, generaal-majoor J.E.B. Stuart zag het belang in van de verschillende bergpassen. De brigades van Beverly H. Robertson en William E. "Grumble" Jones kregen de opdracht om de verschillende passen te beveiligen. Jones vroeg en kreeg de toestemming om de bagagetrein van Ewell te beschermen. Zijn strijdmacht bestond uit de 4th North Carolina Cavalry, de 7th Virginia Cavalry en de artilleriebatterij van kapitein Roger Preston Chew.

## De slag

### De gevechten in de pas
Brigadegeneraal George A. Custer had informatie ontvangen van een lokale burger dat de achterhoede van Ewells bagagetrein het Monterey Springs Hotel naderde. Dit hotel lag bij de top van de pas. De Zuidelijken hadden daar een artilleriebatterij geplaatst om de colonne te beschermen. Kilpatrick liet zijn volledige strijdmacht aanvallen. Eén kanon van Courtney’s batterij vuurde op de aanvallende cavaleristen en trok zich terug voor het kon veroverd worden.
Naast het kanon bevond zich verderop een detachement van ongeveer 20 cavaleristen van de 1st Maryland Cavalry Battalion onder leiding van kapitein George M. Emack. Emack had ook één kanon te zijner beschikking. Toen de Noordelijken van het 5th Michigan Cavalry aanvielen opende het kanon het vuur en chargeerden 8 Zuidelijke cavaleristen naar voren. Door de hevige regenval en de duisternis trokken de Noordelijken zich in paniek terug. De Zuidelijken cavaleristen namen posities in langs beide kanten van de weg. Toen de Noordelijken terug de weg opreden, wachtten Emacks soldaten geduldig tot de vijand op 10 m genaderd was en openden opnieuw het vuur. De Noordelijken dachten tegenover een overmacht te staan en trokken zich opnieuw terug. Ondertussen trokken de karren van Ewell steeds verder weg.

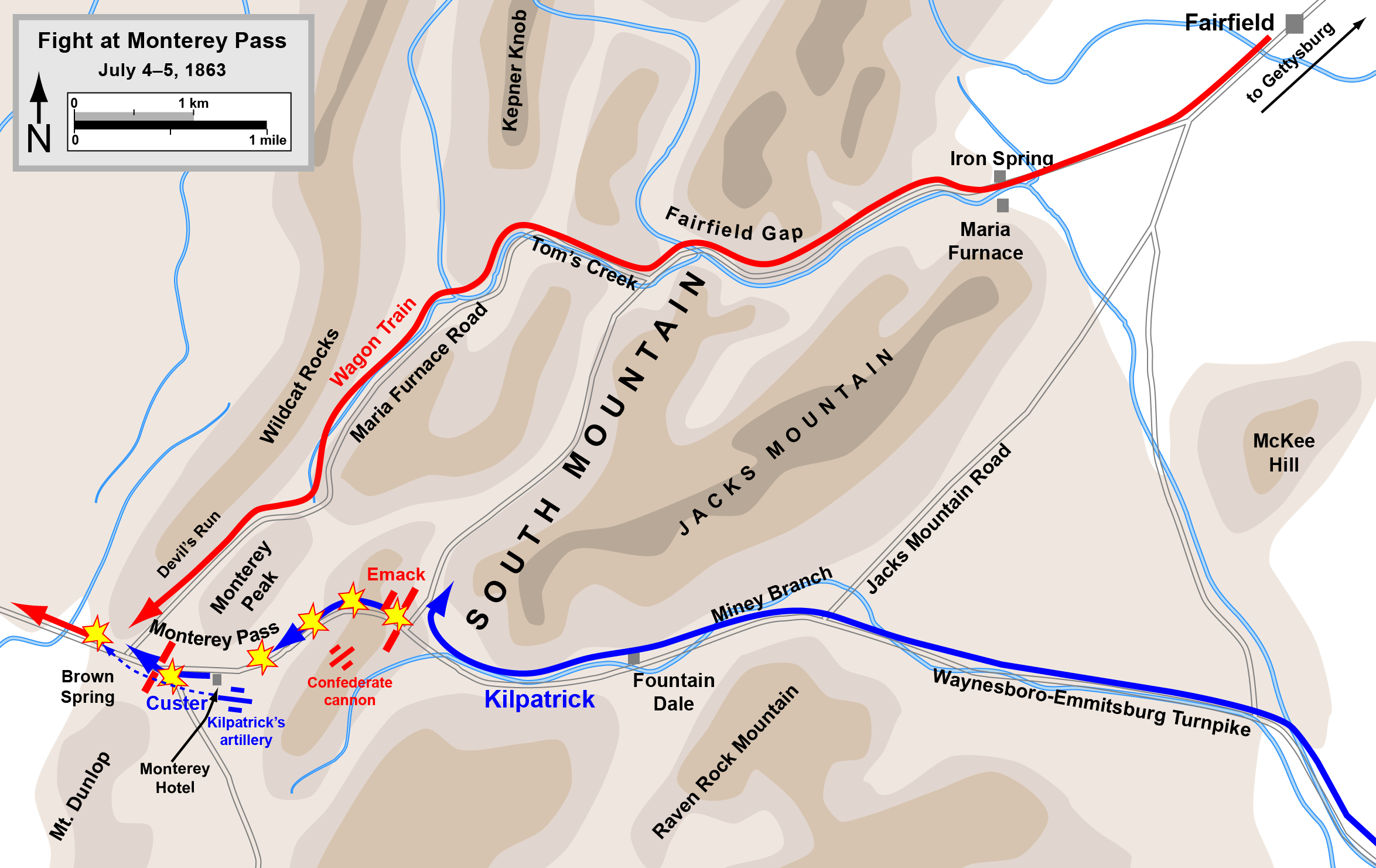
Slag bij Monterey Pass

Toen Grumble Jones van de gevechten hoorde en ter plaatse geraakt was, hadden de Marylanders terrein moeten prijsgeven. Op dit moment was de helft van de karren al veilig over de pas geraakt. Jones zou versterkingen sturen in de vorm van de 6th Virginia Cavalry. Emack sprak zijn soldaten moed in en liet ze stand houden. Ondertussen vielen eenheden van Jones’ cavalerie de achterhoede aan van Kilpatrick die gevormd werd door Hueys brigade.
Kilpatrick liet twee kanonnen van luitenant Alexander C.M. Penningtons Battery M, 2nd U.S. Artillery aanrukken. Ze werden ondersteund door de 1st Ohio Cavalry. Ten zuiden van het hotel lag een brug die niet was vernietigd door de terugtrekkende Zuidelijken. Kolonel Russel A. Alger van de 5th Michigan Cavalry vroeg versterking om de brug aan te vallen.
Kilpatrick stuurde Custer en zijn Michigan Brigade erop af. Door duisternis en moeilijk terrein werd de aanval afgeremd. De Marylanders en enkele cavaleristen van de 4th North Carolina van Robertson’s Brigade hielden de Noordelijken al vijf uur tegen.
Rond 03.00u op 5 juli zette de Michigan Brigade haar opmars verder. Kilpatrick stuurde de 1st West Virginia Cavalry onder leiding van majoor Charles E. Capehart naar voren om de Zuidelijke ‘overmacht’ opnieuw aan te vallen. Ze veroverden het vijandelijk kanon en verjoegen de Zuidelijken, waarna de weg eindelijk vrij was.

### Aanval op de bagagetrein
De Noordelijke cavaleristen chargeerden nu de licht verdedigde karren. Custer werd van zijn paard gegooid en bijna gevangengenomen. Ook Grumble Jones ontsnapte ternauwernood aan gevangenschap. Pennington opende het vuur en blokkeerde zo de weg voor de Zuidelijken. De Noordelijke en Zuidelijke cavaleristen raakten in de duisternis verward over wie nu de vijand was. Verschillende Noordelijken vuurden op hun eigen manschappen.
De Noordelijken reden uiteindelijk de volledige lengte van de bagagetrein af toen ze uiteindelijk op de infanterie van Ewell botsten. Velen gaven zich over. De Noordelijken wierpen onmiddellijk barricades op om hun buit te beschermen tegen een Zuidelijke tegenaanval. Meer dan 1.300 Zuidelijke gewonden, slaven, vrije zwarten en cavaleristen werden gevangengenomen. De meeste van de karren werden vernietigd. De muilezels en paarden werden overgedragen aan de kwartiermeester van het cavaleriekorps. De Zuidelijken verloren ongeveer 250 karren met gewonden van de brigades van Alfred Iverson, Jr. en Junius Daniel, drie artilleriebataljons en 37 karren van de kwartiermeester van generaal-majoor Robert E. Rodes divisie.

## Gevolgen
Na de gevechten bij Monterey bereikte Kilpatrick divisie Smithsburg, Maryland rond 14.00u op 5 juli. Stuart arriveerde net met de brigades van Chambliss en Ferguson. Er volgde al snel een artillerieduel. Kilpatrick trok zich terug na het invallen van de duisternis en arriveerde in Boonsboro voor middernacht.
De terugtocht van Lees leger werd verdergezet. Enkele kleinere gevechten, voornamelijk cavaleriegevechten, vonden op 6 en 12 juli plaats bij Hagerstown, op 8 juli bij Boonsboro, op 7 en 10 juli bij Funkstown en bij Williamsport en Falling Waters tussen 6 en 14 juli. Lee liet de vernietigde pontonbrug heraanleggen en construeerde een indrukwekkende verdedigingslinie om een Noordelijke aanval op te vangen. Voor Meade de vijandelijke linie kon verkennen, was Lee veilig over de brug ontsnapt.

## Aanbevolen literatuur
- Coddington, Edwin B. The Gettysburg Campaign; a study in command. New York: Scribner's, 1968. ISBN 0-684-84569-5.
- Gottfried, Bradley M. The Maps of Gettysburg: An Atlas of the Gettysburg Campaign, June 3 – June 13, 1863. New York: Savas Beatie, 2007. ISBN 978-1-932714-30-2.
- Laino, Philip, Gettysburg Campaign Atlas. 2nd ed. Dayton, OH: Gatehouse Press 2009. ISBN 978-1-934900-45-1.
- Wert, Jeffry D. Custer: The Controversial Life of George Armstrong Custer. New York: Simon & Schuster, 1997. ISBN 978-0-6848-3275-3.
- Wittenberg, Eric J., J. David Petruzzi, and Michael F. Nugent. One Continuous Fight: The Retreat from Gettysburg and the Pursuit of Lee's Army of Northern Virginia, July 4-14, 1863. New York: Savas Beatie, 2008. ISBN 978-1-932714-43-2.